# Jerzy Szczepkowski
Jerzy Szczepkowski (ur. 2 listopada 1919, zm. 22 września 2016) – polski urzędnik bankowy, weteran II wojny światowej, żołnierz polskiej 1. Dywizji Grenadierów.

## Życiorys
Był uczestnikiem kampanii francuskiej w ramach 1. Dywizji Grenadierów. Z wykształcenia był magistrem prawa, wysokim urzędnikiem NBP, ministerstwa finansów, Banku Handlowego i oddziału Banku PKO SA w Paryżu. W 2012 wraz z trzema innymi weteranami 1. Dywizji Grenadierów został odznaczony przez ambasadora Francji w Polsce François Delongchampsa – Krzyżem Kawalera Legii Honorowej z czerwoną wstęgą.